# Каролтон (Охајо)
Керолтон (енгл. Carrollton) град је у америчкој савезној држави Охајо.

## Демографија
По попису из 2010. године број становника је 3.241, што је 51 (1,6%) становника више него 2000. године.
| Група             | 2000.         | 2010.         |
| Белци             | 3.134 (98,2%) | 3.165 (97,7%) |
| Афроамериканци    | 8 (0,3%)      | 12 (0,4%)     |
| Азијати           | 2 (0,1%)      | 13 (0,4%)     |
| Хиспаноамериканци | 15 (0,5%)     | 28 (0,9%)     |
| Укупно            | 3.190         | 3.241         |